# Dotclear
Dotclear és una aplicació de publicació de blogs de codi obert distribuïda sota la GNU GPLv2. Desenvolupat originalment per Olivier Meunier des del 2002, Dotclear ha atret ara un sòlid equip de desenvolupadors. És relativament popular als països de parla francesa, on és utilitzat per diverses plataformes de blogging importants (Blogs Gandi, Marine nationale... etc.).
L'objectiu proposat de Dotclear és desenvolupar un programari que respecti plenament els estàndards web basats en solucions de codi obert, amb interfície multilingüe i funcions de publicació. Està escrit en PHP.
Les funcions notables inclouen el maneig de molts blogs, l’ús de sintaxi Wiki o XHTML per a les entrades, l’addició de pàgines independents del flux d’entrades i el suport per a diversos tipus de bases de dades: (MySQL, MariaDB, PostgreSQL, SQLite).